# النباهة والاستحمار (كتاب)
النباهة والاستحمار (بالفارسية خودآگاهی واستحمار) هي مجموهة خطب مسجلة صوتيا ألقاها الدكتور علي شريعتي في قاعة الإرشاد بالعاصمة الإيرانية طهران، ثم تجميعها وتدوينها على شكل مؤلفات ورقية. صدرت الطبعة الأولى للكتاب لأول مرة في عام 1984 أي بعد قرابة 7 سنوات من اغتيال صاحبها علي شريعتي في بريطانيا   يعد الكتاب أشهر مؤلفات علي شريعتي حيث توسع المؤلف في القضيَّة الثقافيَّة التي تُطرح بطابع اجتماعي تلك القضيَّة التي تؤدي إلى تقدم المجتمع وحل مشاكله المستعصية، أو قد تؤدي إلى فقدان الأولويّة والدافع الاجتماعي.

## فصول الكتاب
```
يتكون الكتاب من ستة فصول.
```

1. الأستحمار في فكر شريعتي
2. الأنا..المصير (مسألة وعي الوجود)
3. الوعي..بين النباهة الفردية والاجتماعية
4. مقولة الاستحمار..ورباعية
5. الاسنحمار الديني (الماهية، النشأة، الأسلوب)
6. بين التجهيل والإلهاء
7. التخصص
8. الخلاصة